# Dittrichia viscosa
Dittrichia viscosa é uma espécie de planta com flor pertencente à família Asteraceae. Também conhecida como énula-peganhosa, erva-difícil-cheirosa, tádega, tágueda, tágueda-prostrada, táveda-de-folhas-estreitas, táveda-de-folha-de-charuto. 
A autoridade científica da espécie é (L.) Greuter, tendo sido publicada em Exsiccatorum genavensium a conservatorio botanico distributorum 4: 71. 1973.

## Portugal
Trata-se de uma espécie presente no território português, nomeadamente os seguintes táxones infraespecíficos:
- Dittrichia viscosa subsp. revoluta - presente em Portugal Continental. Em termos de naturalidade é endémica da região atrás referida. Não se encontra protegida por legislação portuguesa ou da Comunidade Europeia.
- Dittrichia viscosa subsp. viscosa - presente em Portugal Continental, no Arquipélago dos Açores e no Arquipélago da Madeira. Em termos de naturalidade é nativa de Portugal Continental e do Arquipélago da Madeira e introduzida no Arquipélago dos Açores. Não se encontra protegida por legislação portuguesa ou da Comunidade Europeia.